# Tablice zasobności drzewostanów
Tablice zasobności drzewostanów oraz tablice zasobności i przyrostu drzewostanów, są empirycznym modelem drzewostanu. Przedstawiają one zmieniające się z wiekiem różne cechy drzewostanu - wysokość, pierśnicę, liczbę drzew, miąższość drzewostanu, przyrost miąższości drzewostanu itd. Niektóre z tych cech podawane są w przeliczeniu na 1 hektar. Drzewostany w tym samym wieku mogą mieć różną wysokość co sugeruje ich różną bonitację. W obrębie danego gatunku drzewa tablice zasobności podzielone są na klasy bonitacji siedliska w zależności od wieku i wysokości. Stosowane w Polsce tablice zasobności Schwappacha dla sosny zawierają 5 klas bonitacji siedliska. Dla tablic tych Szymkiewicz opracował jeszcze jedną klasę bonitacji – Ia.
W celach urządzenia lasu do określenia wskaźnika zadrzewienia stosuje się "Tablice zasobności i przyrostu drzewostanów", zestawione przez B. Szymkiewicza. Dla sosny należy stosować tablice "A - silniejsze zabiegi pielęgnacyjne", natomiast dla dębu i buka - tablice "B - słabsze zabiegi pielęgnacyjne". Dla gatunków nie objętych "Tablicami zasobności i przyrostu drzewostanów" należy stosować tablice gatunków drzew o zbliżonej dynamice rozwoju, a mianowicie:
- tablice dotyczące osiki stosuje się również dla pozostałych topól i wierzby,
- buka stosuje się również dla klonów: zwyczajnego i jaworu i lipy
- dębu stosuje się również dla wiązu i grabu
- dla pozostałych gatunków nie objętych tablicami - stosuje się tablice według brzozy.

## Literatura
- Dudek A.: Tablice procentu przyrostu miąższości dla drzewostanów sosnowych. FFP, seria A, z. 22, 1976a
- Szymkiewicz B.: Rozszerzenie tablic zasobności Schwappacha dla sosny o klasę 1a Sylwan, nr 3—4, 1949
- Szymkiewicz B.: Tablice zasobności i przyrostu drzewostanów. PWRiL, Warszawa 1961
- Szymkiewicz B.: Tablice zasobności i przyrostu drzewostanów. PWRiL, Warszawa 1986
- Trampler T.: Drzewostanowe tablice miąższości w 4cm stopniach grubości dla sosny, świerka, jodły, buka i dębu. PWRiL, Warszawa 1973
- Trampler T.: Drzewostanowe tablice miąższości dla sosny, świerka, jodły, buka i dębu. Prace EBL, nr 451, 1974
- Uproszczone tabele zasobności drzewostanów z podrzędnym dla pełnego i poszczególnych zadrzewień w m3 brutto na 1 ha dla sosny, świerka, jodły, buka, dębu, jesionu, olszy i brzozy oraz tabele miąższości pojedynczych drzew stojących i tabele bonitacji siedlisk, Biuro Urządzania i Pomiaru Lasu w Gorzowie Wielkopolskim